# Кайсаров, Иван Иванович
Ива́н Ива́нович Кайса́ров — российский офицер военно-морского флота, участник ряда войск с Турцией и Швецией. Капитан-командор (1749, с старшинством от 1744).
Родился, по мнению историков, около 1694 года. Отец, Иван Романович Кайсаров (?-1721) был состоятельным дворянином, владел несколькими сёлами. В 1711 году определён в Математическую школу. С 1715 году обучался в Морской академии. Учился в Венеции в 1716—1719 годах в гардемаринском звании, участвовал на венецианских галерах в боях против турецкого флота. В 1720 году вернулся в Россию и определён на Балтийский гребной флот. В конце 1720-х годов уже командовал галерной эскадрой. 
При Анне Иоанновне участвовал в строительстве моста через Неву, в 1733 году произведён в лейтенанты. С 1735 по 1740 году служил на Азовском и Чёрном морях, участвовал в донецком и днепровском походах против турок в ходе русско-турецкой войны. 
После заключения мира вернулся на Балтику. В 1741—1743 годах участвовал в русско-шведской войне. В кампанию 1743 года командуя двумя прамами и семью галерами, одержал победу над шведской гребной флотилией (1 прам и 18 галер) адмирала Фалькенгрена при Корностреме, он же бой при острове Корно С ноября 1750 года был назначен командиром галерного порта. С декабря 1752 года был директором Адмиралтейской конторы. Уволен с флота «за болезнью» в августе 1753 года.
Проживал в наследном имении Головенцино Владимирского уезда. В последний раз упоминается в документах в 1773 году. Дата кончины не известна. Был похоронен при Вознесенской церкви села Головенцино, могила не сохранилась.